# Nicolae Bălănescu
Nicolae Bălănescu (n. 11 februarie 1866, Giurgiu — d. 30 august 1945, Giurgiu) a fost un avocat, ziarist, scriitor și om politic român.
A fost fiul lui Petrache Bălănescu, funcționar și al Anei (Anica).

## Educație
A urmat studiile primare și secundare la Giurgiu. A obținut licența în drept, în cadrul Universității din București, în 1887. În 1893 și-a luat doctoratul la Bruxelles.

## Carieră
A fost judecător de pace la Turnu Măgurele în 1888, apoi a lucrat ca avocat al statului pentru județul Vlașca.
Din 1901 până în 1938 a avut relații contractuale cu Banca Națională a României. S-a specializat în probleme economico-financiare și a fost angajatul Băncii în calitate de cenzor (1921-1925) și director (1925-1938).
A publicat lucrări de beletristică în Secolul XX și articole juridice în ziarele Presa liberă (1893), Presa (1904) și Lupta nouă (1913), ziare pe care le-a înființat și condus în Giurgiu.
Împreună cu Nicolae Droc-Barcian, a contribuit la construirea Ateneului din Giurgiu, care funcționa din 1886 fără un local propriu, ca filială a Ateneului din București. În 1935, Nicolae Bălănescu și-a demolat casa și a donat terenul pentru a construi sediul Ateneului din Giurgiu. Ateneul a fost construit în 1940, fiind sediul primei filiale de provincie a Ateneului Român din București.
La 21 mai 1936 a fost ales membru activ al Ateneului Român, secția științifică.

### Activitatea în Parlamentul României
În anii 1899, 1901 și 1907 a fost deputat de Vlașca din partea liberalilor.
Nicolae Bălănescu a expus în Parlamentul României doleanțele locuitorilor din comunele Frătești, Chiriacu și Stănești (1 martie 1899). Pe 14 decembrie 1901 a devenit raportor la un proiect de lege prin care s-a recunoscut societății Junimea Comercială calitatea de personalitate juridică și morală. La 22 decembrie 1910, ca raportor, a propus un proiect de lege prin care orașul Giurgiu putea contracta un împrumut de 674.000 lei pentru alimentarea cu apă a orașului. În discursul din 28 și 29 ianuarie 1920 Nicolae Bălănescu a vorbit despre distrugerile suferite de orașul Giurgiu în Primul Război Mondial. S-a numărat printre cei desemnați să răspundă la mesajul adresat Parlamentului României Mari de către regele Ferdinand I în ziua de 26 decembrie 1919. A atins punctul culminant al prezenței lui în Parlament ca raportor al bugetului Statului pe anii 1922, 1923 și 1924 și mai ales în discuțiile în care a intervenit cu ocazia votării Constituției din anul 1923.

## Distincții
A fost numit Cavaler al Ordinului „Steaua României” și purtător al Medaliei „Bene Merenti”, clasa a II-a. În 1939 a fost distins cu Medalia „Centenarul Regelui Carol I”.
A primit post-mortem titlul de Cetățean de onoare al al Municipiului Giurgiu, prin Hotărârea Consiliului Local al Municipiului Giurgiu din 25 noiembrie 2010.

## Opere[15]
- Poezii și nuvela „Niciodată” (1886)
- Știința și statul (1896)
- Personalitatea lui Hamlet (1896)
- Discurs (1909)
- Lumină și naționalism (1910)
- Cavour (1911)
- Cultul energiei (1912)
- Scrieri, conferințe, discursuri (1913)
- Situația bugetară a României (1925)
- Fascismul. București (1929)
- Naționalism (1929)
- Viața orașelor (1930)
- Farmecul Italiei (1932)
- Femeia modernă (1932)
- Din amintirile mele (1937, 1939)
- Conferința de deschidere (1942)